# البركة (مدينة البيضاء)

تعديل مصدري - تعديل

حارة البركة هي إحدى حارات مدينة مدينة البيضاء أحد مدن محافظة البيضاء، بلغ تعداد سكانها 528 نسمة حسب تعداد اليمن لعام 2004.